# Thecla nerva
Thecla nerva är en fjärilsart som beskrevs av William Chapman Hewitson 1867. Thecla nerva ingår i släktet Thecla och familjen juvelvingar. Inga underarter finns listade i Catalogue of Life.